# ليه موراي
ليه موراي (بالإنجليزية: Les Murray؛ بالمجرية: Les Murray) هو صحفي رياضي ومعلق رياضي أسترالي ومجري، ولد في 5 نوفمبر 1945 في بودابست في المجر، وتوفي في 31 يوليو 2017.

## وصلات خارجية
- ليه موراي على موقع ميوزك برينز (الإنجليزية)